# Extreme Ultraviolet Explorer
Extreme Ultraviolet Explorer (EUVE) byla vědecká družice NASA, vynesená 7. června 1992 raketou Delta II z odpalovací rampy 17A na floridském kosmodromu Cape Canaveral. Délka mise byla naplánována na tři roky. Vědecké vybavení dodala Space Science Laboratory z kalifornské univerzity v Berkeley. Hlavním úkolem družice bylo přehledové mapování oblohy v oblasti extrémního ultrafialového záření (EUV) o vlnových délkách 7-76 nm, podrobný průzkum oblasti kolem ekliptiky v oboru EUV, spektroskopická sledování vybraných nebeských objektů a studium fyzikální podstaty zdrojů EUV záření. Během své mise provedla družice mapování celé oblohy a prozkoumala 801 astronomických objektů. Mise byla ukončena 31. ledna 2001 a o rok později vstoupila družice nad středním Egyptem do atmosféry a zanikla. Mise byla hodnocena jako úspěšná, protože byly splněny všechny vědecké i technologické cíle a družice výrazně přesáhla svou plánovanou životnost.

## Popis
EUVE byla rotací stabilizovaná družice typu MMS (Multi-mission Modular Spacecraft). Energii jí dodávaly solární panely o průměrném výkonu 1,1 kW. Pozemní řídicí středisko se nacházelo v areálu NASA Goddard Space Flight Center v Greenbelt, Maryland, později bylo řízení předáno na University of California, Berkeley, CA. Po startu byla družice umístěna na nízké oběžné dráze ve výšce 514×529 kilometrů se sklonem dráhy 28,43°.

### Přístrojové vybavení
- dva zrcadlové dalekohledy s totálním odrazem v uspořádání Wolter-Schwarzschild typu I se zobrazujícím detektorem MCP (microchannel plate) (zorný úhel 5°, dvě pásma 4.4 až 22 a 14 až 36 nm)
- zrcadlový dalekohled s totálním odrazem v uspořádání Wolter-Schwarzschild typu II se zobrazujícím detektorem MCP (zorný úhel 4°, dvě pásma 52 až 75 a 40 až 60 nm)
- zrcadlový dalekohled s totálním odrazem v uspořádání Wolter-Schwarzschild typu II DSST (Deep Survey/Spectrometer Telescope), k němuž je připojen zobrazující detektor MCP pro dalekou přehlídku DS (Deep Survey) a 3 spektrometry:
  - spektrometr SW (krátké vlnové délky: 7 až 19 nm)
  - spektrometr MW (střední vlnové délky 14 až 38 nm)
  - spektrometr LW (dlouhé vlnové délky 28 až 76 nm)